# Zaouiat Sidi Kacem
Zaouiat Sidi Kacem (franska: Zaouiat Sidi Kacem (CR), Zaouiat Sidi Kacem (Commune Rurale), arabiska: مركز أولاد الطيب) är en kommun i Marocko.   Den ligger i provinsen Tétouan och regionen Tanger-Tétouan-Al Hoceïma, i den norra delen av landet, 220 km nordost om huvudstaden Rabat. Antalet invånare är 10 495.